# Тюрьма в Жодино
Тюрьма № 8 в Жодино — тюрьма и СИЗО в Беларуси, основанная в мае 1984 года. Она стала известна как место заключения многих политических заключенных с 2020 года, после белорусских протестов 2020—2021 годов.
Территория режимного учреждения занимает участок в 7 гектаров, на них расположено шесть режимных корпусов.
Рассчитана на содержание 1500 человек разного пола. Это единственное заведение в Беларуси, где содержатся как подследственные, так и обычные осуждённые и приговоренные к пожизненному заключению.

## История
Здание было возведено в 1984 году как «лечебно-трудовой профилакторий». В 1992 году больница была преобразована в следственный изолятор № 8 Минского облисполкома. В 1999 г. был открыт специальный корпус для пожизненно заключенных. Заключенные находятся в тюрьме как в ожидании расследования, так и приговорённые к пожизненному заключению.

## Известные заключенные
- Алесь Беляцкий, правозащитник
- Александр Козулин, бывший ректор БГУ, кандидат в президенты на выборах 2006 г.
- Дмитрий Дашкевич, политик
- Василий Парфенков, активист
- Николай Дедок, активист, блогер
- Эдуард Пальчис, активист, блогер
- Дмитрий Полиенко, активист
- Илья и Станислав Костевы, преступники, убившие соседку, приговорены к смертной казни, впоследствии помилованы президентом.

### После событий 2020 года
- Николай Статкевич, политик
- Мария Колесникова, политик
- Игорь Лосик, блогер
- Екатерина Андреева, журналист
- Дарья Чульцова, журналист
- Денис Урбанович, лидер «Молодого Фронта»
- Саша Василевич, предприниматель, медиаменеджер, бывший владелец Галереи «Ў»